# ميخائيل أفونين
ميخائيل أفونين هو مدرب كرة قدم ولاعب كرة قدم روسي، ولد في 25 يونيو 1957.